# کابل چارستاره

کابل چارستاره برای استفاده با یک مدار دوسیمه یا دو مدار دوسیمه در نظر گرفته شده است. اغلب با سیگنال‌های میکروفون در صوت حرفه‌ای استفاده می‌شود.

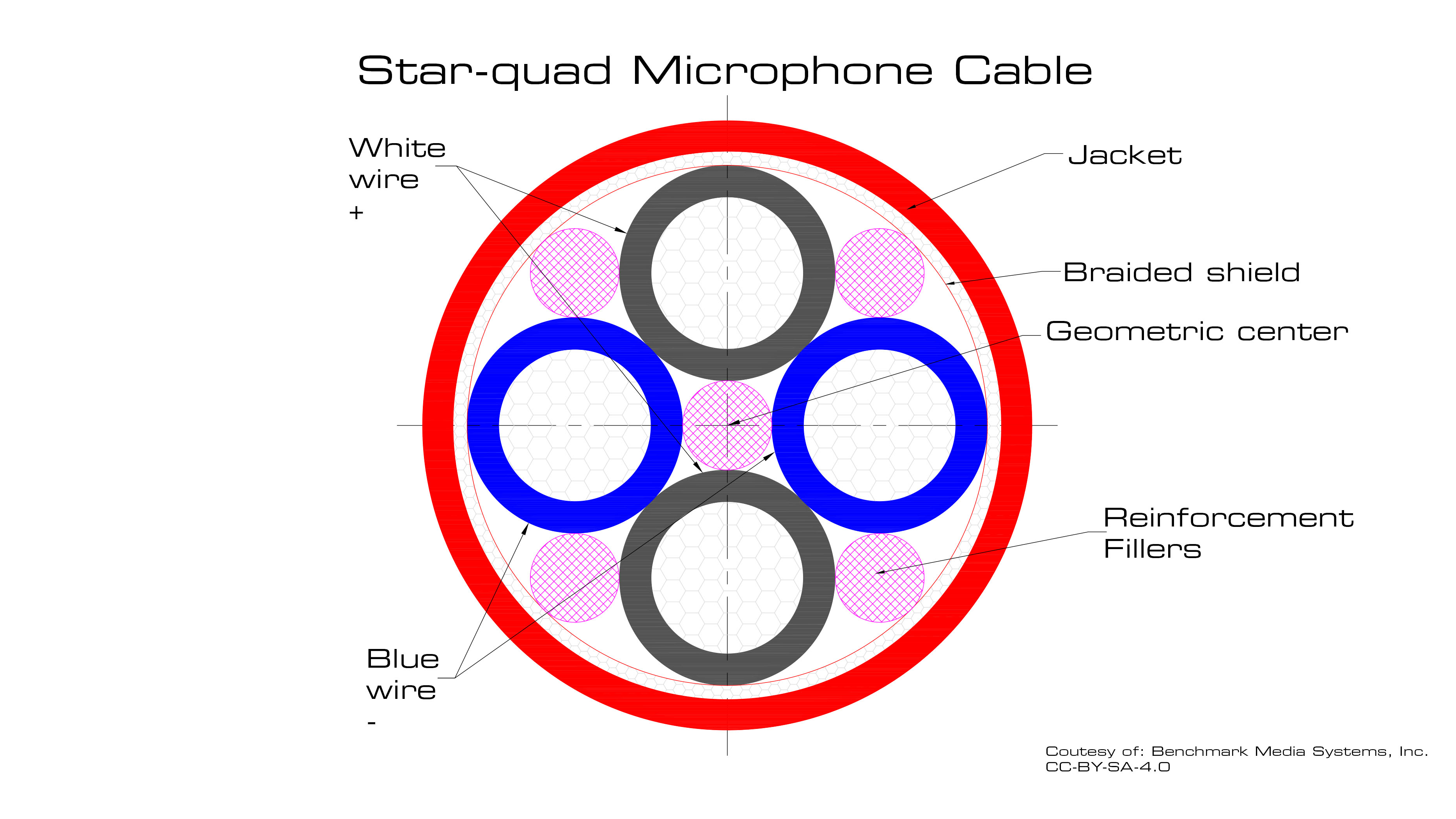
برش‌عرضی کابل چارستاره

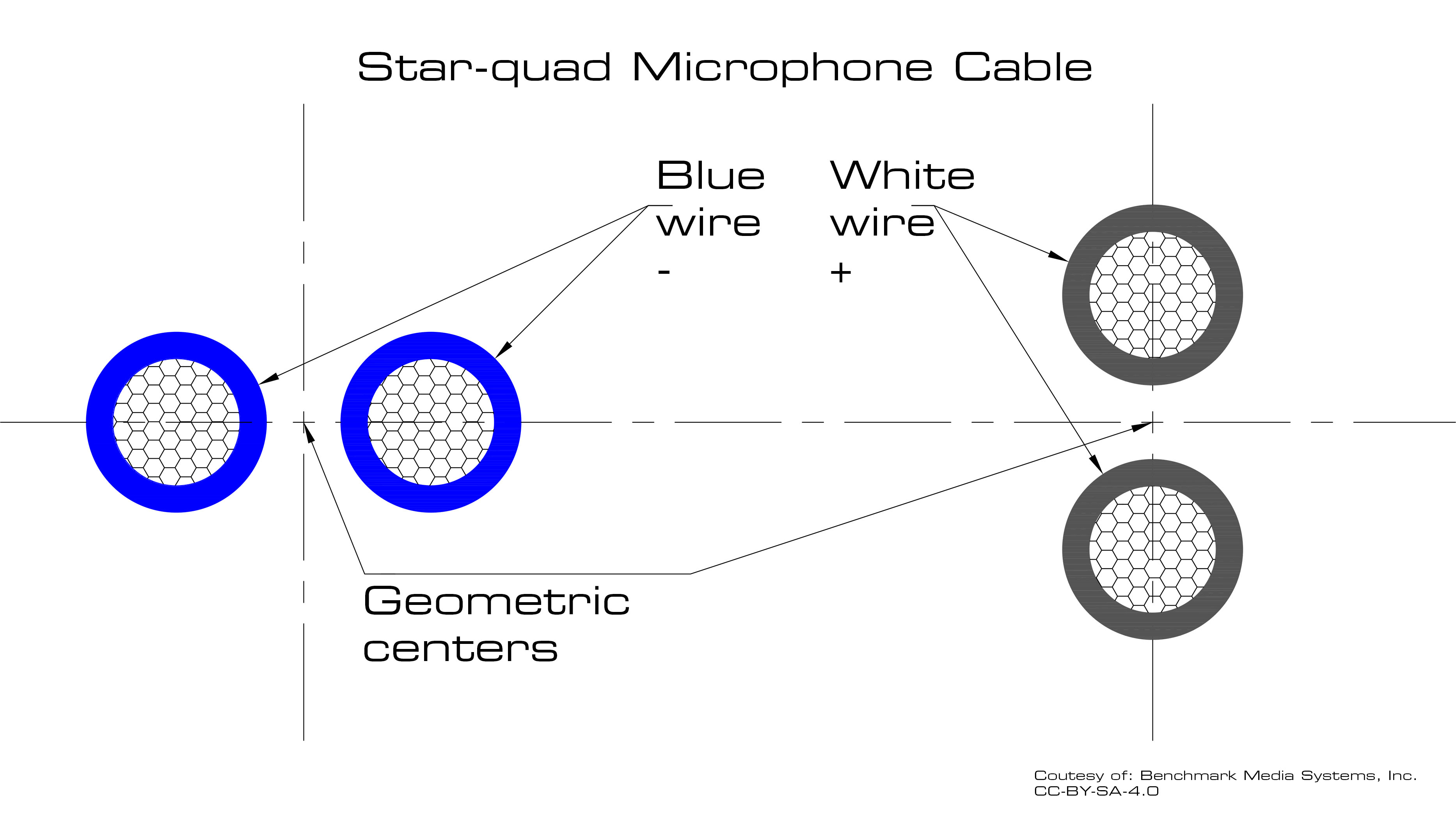
نمای گسترده چارستاره که مرکزهای هندسی رساناهای دوتایی استفاده شده برای هر پایه از خط متعادل را نشان می‌دهد.

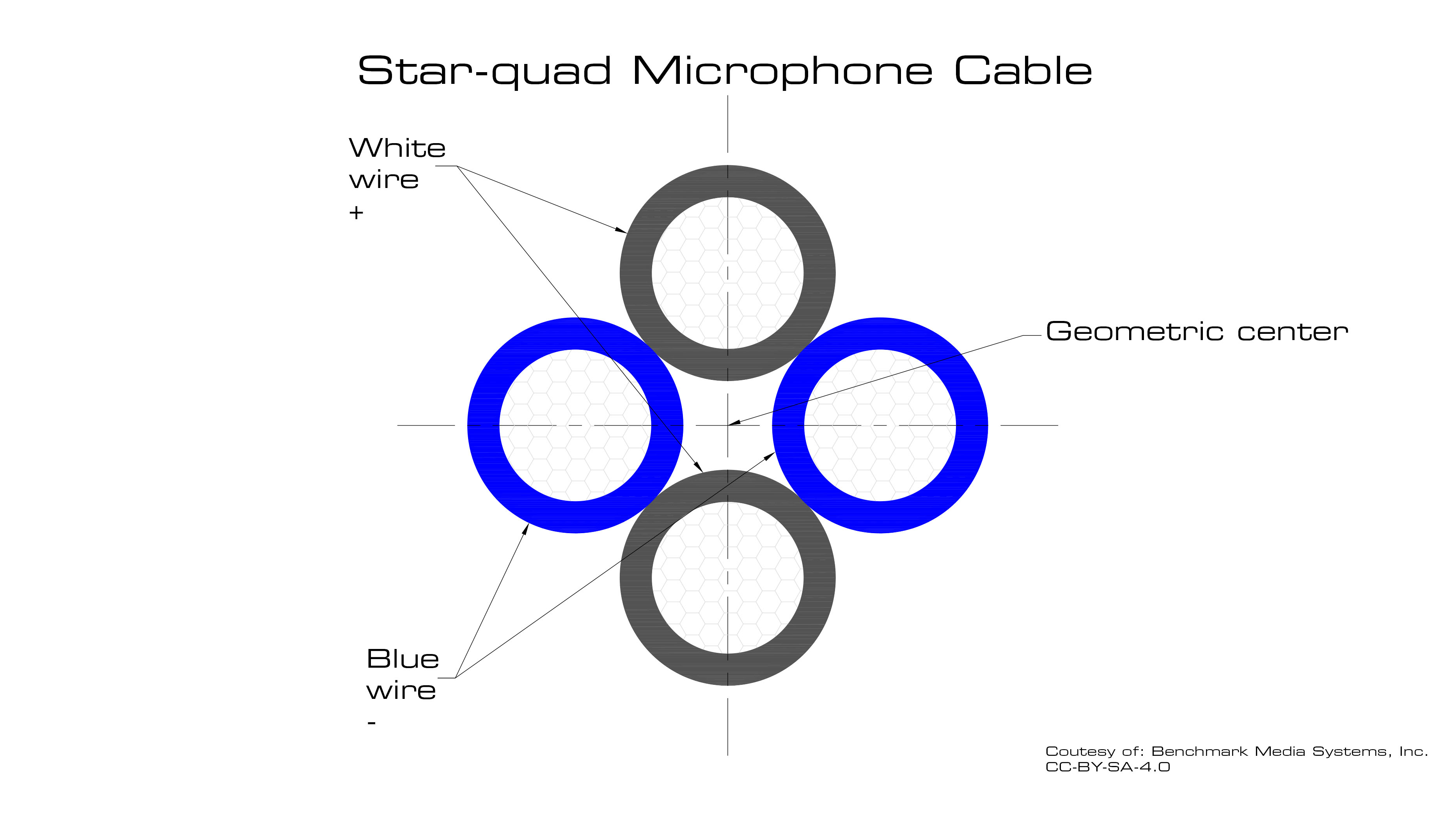
برای دستیابی به مصونیت مغناطیسی، مرکزهای هندسی هر رسانای دوگانه باید در یک نقطه مشترک تراز شوند.

در مهندسی برق، کابل چارستاره (به انگلیسی: star-quad cable) یک کابل الکتریکی با چهار رسانا است که دارای هندسه چارقطبی خاصی است که درصورت استفاده در یک خط متعادل، ایمنی مغناطیسی ایجاد می‌کند. برای حمل دوپایه خط متعادل از چهار رسانا استفاده می‌شود. هر چهار رسانا باید از یک نقطه مشترک (معمولاً مرکز کابل) فاصله مساوی داشته باشند. چهار رسانا در یک چارستاره پَر قرار گرفته‌اند (یک مربع را تشکیل می‌دهند). نقاط روبرو ستاره در هر انتهای کابل به یکدیگر متصل شده‌اند تا هر پایه مدار متعادل را تشکیل دهند.
کابل‌های چارستاره اغلب از عناصر پرکننده برای نگه داشتن مرکزهای رسانا در یک آرایش چهارنقطه‌ای متقارن حول محور کابل استفاده می‌کنند. تمام نقاط ستاره باید در فواصل مساوی از مرکز ستاره قرار گیرند. هنگامی که نقاط مخالف به یکدیگر متصل می‌شوند، به گونه ای عمل می‌کنند که گویی یک رسانا هستند که در مرکز ستاره قرار دارند. این پیکربندی مرکز هندسی هر یک از دوپایه مدار متعادل را در مرکز ستاره قرار می‌دهد. در میدان مغناطیسی، هر دوپایه مدار متعادل دقیقاً در مرکز ستاره قرار دارند. این بدان معنی است که هر دوپایه مدار متعادل دقیقاً تداخل یکسانی از میدان مغناطیسی دریافت می‌کنند و سیگنال تداخل حالت مشترک تولید می‌شود. این سیگنال تداخل حالت مشترک توسط گیرنده متعادل رد خواهد شد.
مصونیت مغناطیسی کابل چارستاره تابعی از دقت هندسه چارستاره، دقت تعادل امپدانس و نسبت نرخ حذف حالت‌مشترک گیرنده متعادل است. کابل چارستاره معمولاً ۱۰دسی‌بل تا ۳۰ دسی‌بل کاهش را در تداخل القایی مغناطیسی، ارائه می‌دهد.

## مزایا
هنگامی که از کابل چارستاره برای یک خط متعادل استفاده می‌شود، مانند کاربردهای صوت حرفه‌ای و تلفن دوسیمه، دو رسانای نامجاور در هر دو انتهای کابل به‌هم پایانیده می‌شوند و دو رسانای دیگر نیز به یکدیگر پایانیده می‌شوند. تداخل دریافت شده توسط این کابل به‌صورت یک سیگنال حالت مشترک تقریباً عالی به‌دست می‌آید که به راحتی توسط ترانسفورماتور تزویج یا تقویت‌کننده تفاضلی حذف می‌شود. مزایای ترکیبی بهم‌تابیده‌سازی، سیگنال‌دهی تفاضلی و الگوی چارقطبی، مصونیت نویز برجسته ای را ایجاد می‌کند، به ویژه برای کاربردهایی با سطح سیگنال پایین مانند کابل‌های بلند میکروفون، حتی زمانی که بسیار نزدیک به کابل برق نصب می‌شود. در مقایسه با زوج به‌هم تابیده زمانی که منابع میدان مغناطیسی AC در مجاورت نزدیک هستند، برای مثال یک سیم بلندگو که می‌تواند در برابر یک ترانسفورماتور قدرت درون خطی قرار گیرد، بسیار سودمند است.

## معایب
نقطه ضعف این است که چارستاره، در ترکیب دو رسانایی، معمولاً ظرفیت‌خازنی بیشتری نسبت به کابل صوتی با دو رسانای بهم‌تابیده و حفاظدار دارد. ظرفیت‌خازنی بالا باعث افزایش تلف فرکانس‌های بالا با افزایش فاصله می‌شود. تلف فرکانس بالا به دلیل فیلتر RC است که توسط امپدانس خروجی راه‌انداز کابل و ظرفیت‌خازنی کابل تشکیل شده است. در برخی موارد افزایش اعوجاج ممکن است در راه‌انداز کابل ایجاد شود، اگر در راه‌اندازی ظرفیت‌خازنی بالاتر کابل مشکل داشته باشد.
ظرفیت‌خازنی یک کابل چهار-رسانای چارستاره تقریباً برابر با ظرفیت یک کابل استاندارد با دو-رسانای حدود ۱٫۵ برابر طول آن است.. افزایش ظرفیت‌خازنی کابل چارستاره معمولاً مشکلی با کابل‌های کوتاه نیست، اما می‌تواند برای کابل‌های بلند مشکل ایجاد کند. برای مثال ۸ متر (۲۵ فوت) یک کابل چارستاره با ظرفیت‌خازنی ۱۵۰ پیکوفاراد بر متر ظرفیت‌خازنی کل ۱۲۰۰ پیکوفاراد برای کل طول کابل دارد. با ۱۵۰ اهم امپدانس منبع و ۱۲۰۰ پیکوفاراد ظرفیت‌خازنی بار، پاسخ فرکانسی این مدار آرسی ۰٫۰۲- دسی‌بل در ۲۰ کیلوهرتز است. اگر کابل ۸۰ متر به جای ۸ متر بود، آنگاه پاسخ فرکانسی ۰٫۲- دسی‌بل در ۲۰ کیلوهرتز و ۳- دسی‌بل در ۸۸ کیلوهرتز خواهدبود.

## کاربردهای دیگر برای کابل چارستاره
در حالی که بحث بالا بر جلوگیری از ورود نویز به داخل (مثلاً به کابل میکروفون) تمرکز دارد، همان پیکربندی چارقطبی چارستاره برای کابل بلندگوی صوتی، برای سیم‌کشی برق شکسته‌فاز و حتی برای خط انتقال چارستاره سیم-باز مفید است.
در این موارد، هدف از پیکربندی چارستاره معکوس است. هندسه چارستاره تا حدی میدان‌های مغناطیسی تولیدشده توسط دو جفت رسانا را خنثی می‌کند. این لَغوِش (به انگلیسی: cancellation) گسیلش مغناطیسی کابل را کاهش می‌دهد. برای کارکرد صحیح، کابل باید به همان شکلی به‌صورت کابل میکروفون در مثال بالا سیم‌کشی شود. سیم‌های طرف مقابل ستاره باید در هر انتهای کابل به هم متصل شوند. این بدان معناست که برای یک مدار دوسیمه به چهار رسانا نیاز است. علاوه بر این، این طرح تنها در صورتی کار می‌کند که دو جفت رسانا جریان‌های برابر و مخالف داشته باشند.
اگر رسانای زمین نیز مورد نیاز است، باید به گونه ای اضافه شود که با هندسه چارستاره تداخل نداشته باشد. همچنین باید در یک پیکربندی هندسی اضافه شود که رسانای زمین را در معرض تداخل یکسان از هر چهار رسانا چارستاره قرار دهد. رایج‌ترین راه‌حل این است که چارستاره را با یک رسانا زمین استوانه ای بپیچند.
کابل چارستاره را می‌توان برای دو مدار مانند تلفن چهارسیمه و سایر کاربردهای مخابراتی استفاده کرد، اما در این کاربرد ایمنی مغناطیسی ایجاد نخواهد کرد. در این پیکربندی هر جفت از دو رسانا ناهم‌جوار استفاده می‌کند. از آنجایی که رساناها همیشه از یکدیگر فاصله دارند، تداخل نسبت به کابل‌هایی با دو زوج بهم‌تابیده مجزا کاهش می‌یابد. هر رسانا از یک جفت، ظرفیت‌خازنی یکسانی برای هر دو سیم در جفت دیگر می‌بیند. این کار هم‌شنوی خازنی بین دو جفت را لغو می‌کند. هندسه همچنین تداخل مغناطیسی بین دو جفت را لغو می‌کند.